# Olympische Sommerspiele 2024/Sportklettern – Boulder & Lead (Männer)
Der Wettbewerb in der Disziplin Boulder & Lead der Männer bei den Olympischen Spielen 2024 in Paris wurde vom 5. bis  9. August 2024 ausgetragen.

## Modus
Bei den vorherigen Olympischen Spielen wurde die olympische Kombination, bestehend aus Speedklettern, Bouldern und Leadklettern, durchgeführt. Für 2024 entschied das IOC, den Speedwettbewerb getrennt abzuhalten.

### Wertung

#### Bouldern
Es wurden vier Boulder absolviert.  Zone-Griffe mussten mit mindestens einer Hand, der Top-Griff mit beiden Händen kontrolliert werden. Punkte wurden für den höchsten der drei erreichten Wertungsgriffe Top (25), zweite Zone (10) oder erste Zone (5) vergeben. Es war nicht zwingend erforderlich, die Zwischenwertungspunkte auch zu erreichen. Für jeden Versuch wurden 0,1 Punkte abgezogen.

#### Lead
Für die jeweiligen Griffe wurden, beginnend vom Top, absteigend Punkte vergeben. Die obersten zehn Griffe waren je 4 Punkte Wert, die nächsten zehn 3 Punkte usw. Für ein Top, also ein Erreichen des höchsten Griffs und Einhängen der letzten Sicherung, gab es 100 Punkte. Wenn der höchste Griff erreicht, die Sicherung jedoch nicht eingehängt wurde, wurden 99,9 Punkte vergeben. Wenn der letzte Griff benutzt wurde, um zu einem weiteren, nicht erreichten Griff zu kommen, wurde die Punktzahl um 0,1 aufgewertet.

#### Gesamt
Für das Gesamtergebnis wurde beide Teilergebnisse addiert.

## Qualifizierte Athleten
| Qualifikationswettbewerb                     | Datum                                  | Ort                | Plätze | NOK                | Nominierter Athlet                      |
| -------------------------------------------- | -------------------------------------- | ------------------ | ------ | ------------------ | --------------------------------------- |
| Gastgeber                                    | Gastgeber                              | Gastgeber          | —      | Frankreich         | (entfiel mit Sam Avezous Qualifikation) |
| Kletterweltmeisterschaft 2023                | 1. – 12. August 2023                   | Bern               | 3      | Österreich         | Jakob Schubert                          |
| Kletterweltmeisterschaft 2023                | 1. – 12. August 2023                   | Bern               | 3      | Vereinigte Staaten | Colin Duffy                             |
| Kletterweltmeisterschaft 2023                | 1. – 12. August 2023                   | Bern               | 3      | Japan              | Tomoa Narasaki                          |
| Panamerikanische Spiele 2023                 | 21. – 24. Oktober 2023                 | Santiago de Chile  | 1      | Vereinigte Staaten | Jesse Grupper                           |
| Europäische Qualifikation                    | 26. – 29. Oktober 2023                 | Laval              | 1      | Großbritannien     | Toby Roberts                            |
| Asiatische Qualifikation                     | 9. – 12. November 2023                 | Jakarta            | 1      | Japan              | Sorato Anraku                           |
| Ozeanische Qualifikation                     | 24. – 26. November 2023                | Melbourne          | 1      | Australien         | Campbell Harrison                       |
| Afrikanische Qualifikation                   | 7. – 10. Dezember 2023                 | Pretoria           | 1      | Südafrika          | Mel Janse Van Rensburg                  |
| Olympische Qualifikationsserie               | 16. – 19. Mai 2024 20. – 23. Juni 2024 | Shanghai Budapest  | 10     | Südkorea           | Lee Do-hyun                             |
| Olympische Qualifikationsserie               | 16. – 19. Mai 2024 20. – 23. Juni 2024 | Shanghai Budapest  | 10     | Frankreich         | Sam Avezou                              |
| Olympische Qualifikationsserie               | 16. – 19. Mai 2024 20. – 23. Juni 2024 | Shanghai Budapest  | 10     | Tschechien         | Adam Ondra                              |
| Olympische Qualifikationsserie               | 16. – 19. Mai 2024 20. – 23. Juni 2024 | Shanghai Budapest  | 10     | Spanien            | Alberto Ginés López                     |
| Olympische Qualifikationsserie               | 16. – 19. Mai 2024 20. – 23. Juni 2024 | Shanghai Budapest  | 10     | Belgien            | Hannes Van Duysen                       |
| Olympische Qualifikationsserie               | 16. – 19. Mai 2024 20. – 23. Juni 2024 | Shanghai Budapest  | 10     | Frankreich         | Paul Jenft                              |
| Olympische Qualifikationsserie               | 16. – 19. Mai 2024 20. – 23. Juni 2024 | Shanghai Budapest  | 10     | Deutschland        | Yannick Flohé                           |
| Olympische Qualifikationsserie               | 16. – 19. Mai 2024 20. – 23. Juni 2024 | Shanghai Budapest  | 10     | Großbritannien     | Hamish McArthur                         |
| Olympische Qualifikationsserie               | 16. – 19. Mai 2024 20. – 23. Juni 2024 | Shanghai Budapest  | 10     | Schweiz            | Sascha Lehmann                          |
| Olympische Qualifikationsserie               | 16. – 19. Mai 2024 20. – 23. Juni 2024 | Shanghai Budapest  | 10     | Deutschland        | Alexander Megos                         |
| Universality Place                           | Universality Place                     | Universality Place | —      | —                  | —                                       |
| Neuverteilung                                | Neuverteilung                          | Neuverteilung      | 2      | Slowenien          | Luka Potočar                            |
| Neuverteilung                                | Neuverteilung                          | Neuverteilung      | 2      | China              | Pan Yufei                               |
| Gesamt                                       | Gesamt                                 | Gesamt             | 20     | 15                 | 20                                      |
| Teilnehmer der Olympischen Sommerspiele 2020 |                                        |                    |        |                    |                                         |

## Titelträger
| Olympiasieger*       | Alberto Ginés López | Tokio 2020 |
| Weltmeister          | Jakob Schubert      | Bern 2023  |
| *Dreifachkombination |                     |            |

## Halbfinale
| Rang | Athlet                 | Nation             | Boulder | Boulder | Boulder | Boulder | Boulder | Lead | Gesamt |
| Rang | Athlet                 | Nation             | 1       | 2       | 3       | 4       | Σ       | Lead | Gesamt |
| ---- | ---------------------- | ------------------ | ------- | ------- | ------- | ------- | ------- | ---- | ------ |
| 1    | Sorato Anraku          | Japan              | 24,9    | 25,0    | 09,5    | 09,6    | 69,0    | 68,0 | 137,0  |
| 2    | Toby Roberts           | Großbritannien     | 09,8    | 09,7    | 09,9    | 24,7    | 54,1    | 68,1 | 122,2  |
| 3    | Adam Ondra             | Tschechien         | 09,6    | 09,6    | 04,7    | 24,8    | 48,7    | 68,1 | 116,8  |
| 4    | Alberto Ginés López    | Spanien            | 09,9    | 09,7    | 04,1    | 05,0    | 28,7    | 72,0 | 100,7  |
| 5    | Jakob Schubert         | Österreich         | 24,9    | 09,9    | 05,0    | 04,9    | 44,7    | 54,1 | 098,8  |
| 6    | Paul Jenft             | Frankreich         | 04,9    | 09,9    | 09,8    | 09,5    | 34,1    | 57,0 | 091,1  |
| 7    | Colin Duffy            | Vereinigte Staaten | 10,0    | 09,9    | 09,1    | 04,8    | 33,8    | 54,1 | 087,9  |
| 8    | Hamish McArthur        | Großbritannien     | 09,9    | 10,0    | 09,3    | 05,0    | 34,2    | 45,1 | 079,3  |
| 9    | Yannick Flohé          | Deutschland        | 10,0    | 10,0    | 04,9    | 04,8    | 29,7    | 39,1 | 068,8  |
| 10   | Tomoa Narasaki         | Japan              | 09,8    | 10,0    | 09,8    | 24,8    | 54,4    | 12,1 | 066,5  |
| 11   | Sam Avezou             | Frankreich         | 10,0    | 10,0    | 04,8    | 24,4    | 49,2    | 12,1 | 061,3  |
| 12   | Pan Yufei              | China              | 04,9    | 09,6    | 05,0    | 09,5    | 29,0    | 30,1 | 059,1  |
| 13   | Alexander Megos        | Deutschland        | 05,0    | 09,7    | 05,0    | 05,0    | 24,7    | 24,0 | 048,7  |
| 14   | Hannes Van Duysen      | Belgien            | 10,0    | 09,8    | 04,8    | 09,7    | 34,3    | 12,0 | 046,3  |
| 15   | Lee Do-hyun            | Südkorea           | 09,6    | 09,9    | 09,5    | 05,0    | 34,0    | 12,0 | 046,0  |
| 16   | Luka Potočar           | Slowenien          | 00,0    | 09,6    | 05,0    | 05,0    | 19,6    | 24,0 | 043,6  |
| 17   | Sascha Lehmann         | Schweiz            | 04,5    | 05,0    | 09,5    | 05,0    | 24,0    | 12,1 | 036,1  |
| 18   | Jesse Grupper          | Vereinigte Staaten | 00,0    | 09,6    | 04,5    | 04,8    | 18,9    | 12,0 | 030,9  |
| 19   | Campbell Harrison      | Australien         | 00,0    | 04,4    | 00,0    | 05,0    | 09,4    | 14,0 | 023,4  |
| 20   | Mel Janse Van Rensburg | Südafrika          | 00,0    | 00,0    | 04,7    | 04,7    | 09,4    | 07,1 | 016,5  |

## Finale
| Rang | Athlet              | Nation             | Boulder | Boulder | Boulder | Boulder | Boulder | Lead | Gesamt |
| Rang | Athlet              | Nation             | 1       | 2       | 3       | 4       | Σ       | Lead | Gesamt |
| ---- | ------------------- | ------------------ | ------- | ------- | ------- | ------- | ------- | ---- | ------ |
| 1    | Toby Roberts        | Großbritannien     | 24,4    | 09,0    | 24,8    | 04,9    | 63,1    | 92,1 | 155,2  |
| 2    | Sorato Anraku       | Japan              | 25,0    | 24,6    | 09,9    | 09,8    | 69,3    | 76,1 | 145,4  |
| 3    | Jakob Schubert      | Österreich         | 24,7    | 09,3    | 00,0    | 09,6    | 43,6    | 96,0 | 139,6  |
| 4    | Colin Duffy         | Vereinigte Staaten | 04,4    | 09,6    | 09,8    | 24,5    | 68,3    | 68,1 | 136,4  |
| 5    | Hamish McArthur     | Großbritannien     | 24,8    | 09,8    | 09,9    | 09,4    | 53,9    | 72,0 | 125,9  |
| 6    | Adam Ondra          | Tschechien         | 09,5    | 09,8    | 00,0    | 04,8    | 24,1    | 96,0 | 120,1  |
| 7    | Alberto Ginés López | Spanien            | 00,0    | 04,7    | 09,8    | 09,6    | 24,1    | 92,1 | 116,2  |
| 8    | Paul Jenft          | Frankreich         | 04,9    | 09,7    | 00,0    | 09,8    | 24,4    | 54,0 | 078,4  |